# 유영민 (1951년)
유영민(兪英民, 1951년 8월 27일 ~ )는 대한민국의 기업인, 정치인이다. 초대 과학기술정보통신부 장관을 역임하였다.

## 생애
부산대학교 수학과를 졸업하고, LG전자와 포스코 등에서 근무했다. 제20대 국회의원 선거에서 더불어민주당 소속으로 부산 해운대구갑로 출마했지만 41.01%의 득표율로 상대 후보인 하태경에게 밀려 낙선했다. 2017년 문재인 정부의 미래창조과학부 장관 후보자로 내정되어 7월 4일 유영민 후보자에 대한 청문회를 실시하였고 7월 10일 국회 미래방송통신위원회는 유영민 후보자에 대한 청문보고서를 채택한 이후 정부조직법 개정으로 직책명이 과학기술정보통신부 장관으로 바뀌었다.

## 학력
- 금정국민학교
- ~ 1967년 동래중학교
- ~ 1970년 동래고등학교
- ~ 1979년 부산대학교 수학과 학사

## 경력
- 육군 병장 만기 전역
- 1979년 ~ 1985년 LG전자 전산실
- 1985년 ~ 1995년 LG전자 정보관리실
- 1996년 ~ 2003년 LG전자 정보화담당 상무
- 1996년 ~ 2000년 한일EC추진협의회 B2B분과위원 위원장
- 1996년 1월 ~ 2006년 8월 한국전자거래협회 운영위원
- 2000년 ~ 2003년 CIO 라운드테이블 회장
- 2003년 ~ 2005년 카이스트 eML학제전공 자문위원
- 2004년 ~ 2005년 LG CNS 사업지원본부 부사장
- 2004년 11월 ~ 2006년 8월 한국 ITA/EA 포럼 의장
- 2004년 11월 ~ 2006년 8월 한국정보산업연합회 CIO포럼 위원
- 2004년 11월 ~ 2007년 2월 인제대학교 시스템경영공학 겸임교수
- 2005년 ~ 2006년 LG CNS 금융 ITO 사업본부 부사장
- 2006년 2월 ~ 2008년 6월 한국전자거래학회 고문
- 2006년 8월 ~ 2007년 11월 지스타조직위원회 이사
- 2006년 8월 ~ 2008년 6월 한국디지털콘텐츠미래포럼 부의장
- 2006년 8월 ~ 2008년 6월 한국정보과학회 부회장
- 2006년 8월 ~ 2008년 6월 제4대 한국소프트웨어진흥원 원장
- 2006년 10월 ~ 2008년 6월 한국데이터베이스진흥센터 이사장
- 2006년 11월 ~ 2008년 6월 제10기 국가과학기술자문위원회 자문위원
- 2007년 1월 ~ 2008년 6월 정보통신국제협력진흥원 이사
- 2007년 2월 ~ 2008년 6월 소프트웨어공제조합 이사
- 2007년 7월 ~ 2008년 6월 제13기 민주평화통일자문회의 자문위원
- 2007년 11월 ~ 2008년 6월 지식정보자원관리위원회 위원
- 2008년 8월 동의대학교 e-비지니스학과 초빙교수
- 2009년 2월 ~ 2010년 1월 LG히다찌 고문
- 2009년 3월 ~ 2010년 1월 한전KDN 사외이사
- 2010년 포스코 ICT COO
- 2011년 포스코경영연구소 선임연구위원(사장급)
- 2014년 10월 전경련 자유와창의교육원 기업산업분야 교수
- 더불어민주당 부산 해운대구 갑 후보
- 2016년 9월 ~ 2020년 7월 더불어민주당 부산시당 해운대구 갑 지역위원장
- 2016년 9월 더불어민주당 온오프네트워크정당추진위원회 위원장
- 국가과학기술자문위원회 산업분과위원장
- 2017년 7월 ~ 2019년 9월 제1대 과학기술정보통신부 장관
- 2017년 7월 ~ 2019년 9월 대통령직속 국가균형발전위원회 당연직위원
- 2017년 7월 ~ 2019년 9월 대통령직속 국가생명윤리심의위원회 당연직위원(간사)
- 2019년 5월 ~ 2019년 9월 국가기후환경회의 위원(정부)
- 2020년 7월 3일 정계은퇴
- 2020년 12월31일 대통령비서실장

## 수상
- 1997년 한국경제신문 기업정보화 종합대상
- 1998년 한국경제신문 기업정보화 활용부문 대상
- 1999년 한국경제신문 기업정보화 제조부문 대상
- 1999년 매일경제신문 정보화업무혁신 대상 및 개인공로상
- 2000년 매일경제신문 올해의 CIO상
- 2002년 매일경제신문 매경디지털경쟁력대상
- 2003년 제6회 한국e-Business대상 기업부문 대통령상
- 2005년 동탑산업훈장
- 2007년 존경받는 대한민국 IT서비스부문 CEO대상

## 역대 선거 결과
|  | 41.01% |

|  | 37.38% |